# Brachypremna itatiayana
Brachypremna itatiayana är en tvåvingeart som beskrevs av Alexander 1944. Brachypremna itatiayana ingår i släktet Brachypremna och familjen storharkrankar. Inga underarter finns listade i Catalogue of Life.